# Natação nos Jogos Pan-Americanos de 2007 - 200 m peito masculino
O evento dos 200 m peito masculino nos Jogos Pan-Americanos de 2007 foi realizado no Rio de Janeiro, Brasil, com a final realizada em 21 de julho de 2007.

## Medalhistas
| Ouro   | BRA Thiago Pereira   |
| Prata  | BRA Henrique Barbosa |
| Bronze | USA Scott Spann      |

## Resultados

### Final
| Posição | Nadador          | País               | Tempo   | Nota |
| ------- | ---------------- | ------------------ | ------- | ---- |
| 1       | Thiago Pereira   | BRA Brasil         | 2:13.51 |      |
| 2       | Henrique Barbosa | BRA Brasil         | 2:13.83 |      |
| 3       | Scott Spann      | USA Estados Unidos | 2:13.98 |      |
| 4       | Scott Dickens    | CAN Canadá         | 2:14.72 |      |
| 5       | Mathieu Bois     | CAN Canadá         | 2:15.14 |      |
| 6       | Daniel Velez     | PUR Porto Rico     | 2:20.49 |      |
| 7       | Sergio Ferreyra  | ARG Argentina      | 2:21.58 |      |
| 8       | Chris Ash        | USA Estados Unidos | DQ      |      |

### Preliminares
| Posição | Nadador                 | País                         | Tempo   | Nota |
| ------- | ----------------------- | ---------------------------- | ------- | ---- |
| 1       | Scott Spann             | USA Estados Unidos           | 2:17.17 | Q    |
| 2       | Henrique Barbosa        | BRA Brasil                   | 2:17.44 | Q    |
| 3       | Mathieu Bois            | CAN Canadá                   | 2:17.54 | Q    |
| 4       | Scott Dickens           | CAN Canadá                   | 2:17.59 | Q    |
| 5       | Thiago Pereira          | BRA Brasil                   | 2:17.64 | Q    |
| 6       | Chris Ash               | USA Estados Unidos           | 2:17.67 | Q    |
| 7       | Daniel Velez            | PUR Porto Rico               | 2:20.02 | Q    |
| 8       | Sergio Ferreyra         | ARG Argentina                | 2:20.76 | Q    |
|         |                         |                              |         |      |
| 9       | Leopoldo Andara         | VEN Venezuela                | 2:21.24 |      |
| 10      | Cristian Soldano        | ARG Argentina                | 2:22.43 |      |
| 11      | Edgar Crespo            | PAN Panamá                   | 2:25.19 |      |
| 12      | Alfredo Jacobo          | MEX México                   | 2:26.09 |      |
| 13      | Kevin Hensley           | ISV Ilhas Virgens Americanas | 2:26.44 |      |
| 14      | Bastian De Nordenflycht | CHI Chile                    | 2:27.37 |      |
| 15      | Rohan Ian Pinto         | VEN Venezuela                | 2:30.82 |      |
| 16      | Genaro Prono            | PAR Paraguai                 | 2:31.71 |      |